# Arbetslöshetskassornas Samorganisations forskningspris
Arbetslöshetskassornas Samorganisations forskningspris, SO:s forskningspris, numera Sveriges A-kassors forskningspris är ett pris på 75 000 kronor (2015) som instiftades 2011 av Arbetslöshetskassornas Samorganisation (SO), som numera heter Sveriges A-kassor, för forskning om arbetslöshet, arbetsmarknad och arbetslöshetsförsäkringen. 
Det delas ut av Sveriges A-kassors forskningsråd till en eller flera forskare som under de två föregående åren publicerat arbeten inom detta forskningsområde.

## Pristagare
- 2013 Nationalekonomen Madelene Nordlund och sociologen  Mattias Strandh, Umeå universitet, för deras forskning om arbetslöshetens pris och a-kassans möjlighet att påverka socioekonomiska kostnader.[1] [2] [3]
- 2015 Sociologen Anders Kjellberg, Lunds universitet, för hans forskning om förändringarna av a-kassereglerna och deras effekter på a-kassornas organisationsgrad.[4] [5]
- 2017 Patrik Vulkan vid Göteborgs universitet och Carlo Knotz vid Lunds universitet.[6]
- 2020 Jayeon Lindellee vid Socialhögskolan, Lunds universitet, för hennes forskning om ökade skillnader i skydd vid arbetslöshet.[7]
- 2021 Camille Landais, Arash Nekoei, Peter Nilsson, David Seim och Johannes Spinnewijn för deras studie av om arbetslöshetsförsäkringen ska vara obligatorisk eller inte.[8]
- 2023 Lutz Gschwind vid Uppsala universitet. Hans forskning visar bland annat att förändringarna i arbetslöshetsförsäkringen 2007 slog hårdare mot utrikes födda än inrikes födda.

## SO:s forskningsråd
SO:s forskningsråd håller konferenser, seminarier och hearingar sedan 2001. Syftet är att initiera, belysa och stödja forskning om regelverken inom arbetsmarknadspolitiken och särskilt arbetslöshetsförsäkringen samt effekterna av dessa. Ledamöter (2015): Katarina Bengtson Ekström (ordförande samt föreståndare för Akademikernas a-kassa), Tord Strannefors (prognoschef Arbetsförmedlingen), Birgitta Nyström (professor Lunds universitet), Bengt Furåker (professor Göteborgs universitet), Åsa Löfström (docent Umeå universitet) och Walter Korpi (professor Stockholms universitet)